# Castillo del Loro

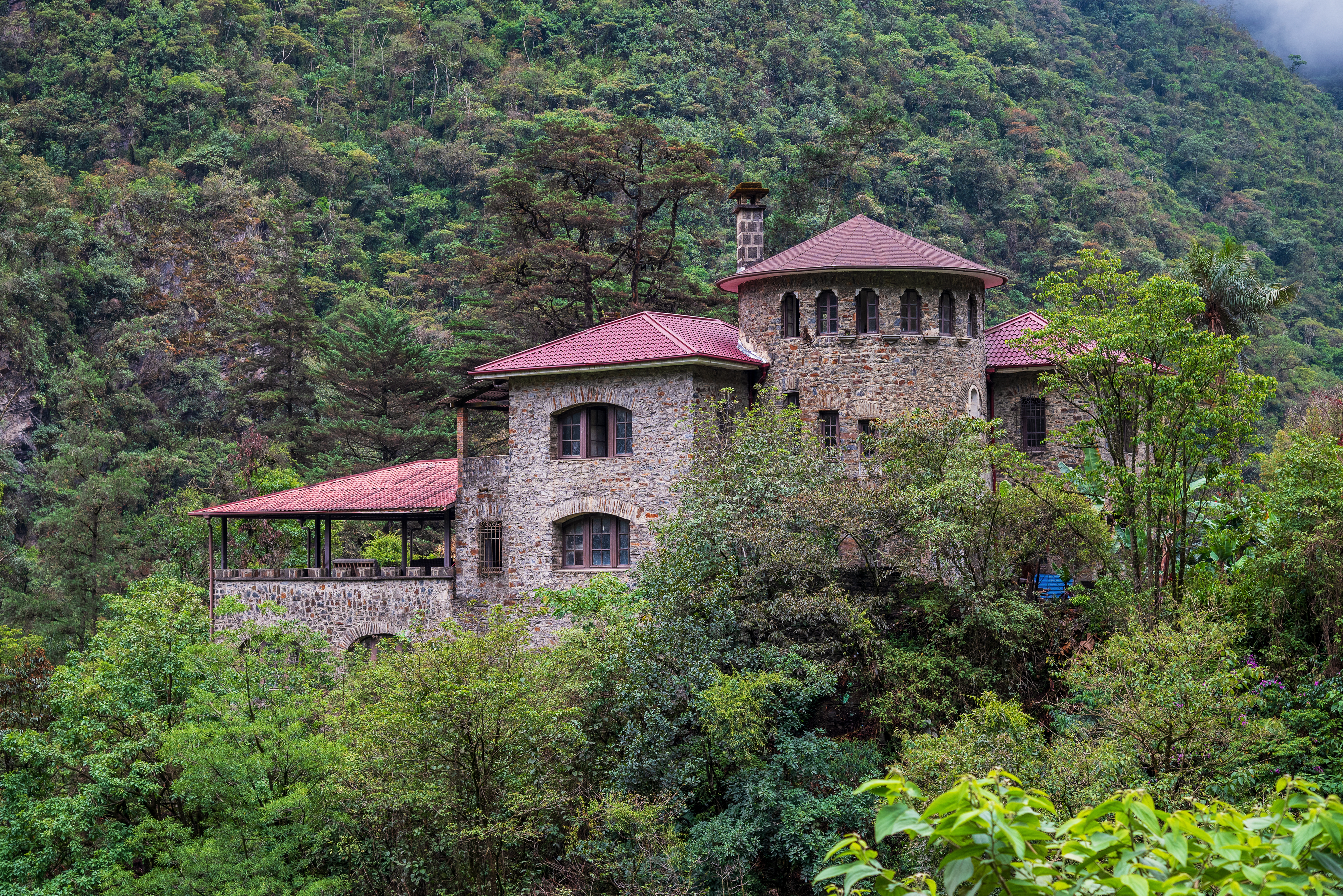
El Castillo del Loro, en Sud Yungas

El Castillo del Loro es una famosa edificación ubicada en la comunidad Chaco del municipio de Yanacachi, en el departamento de La Paz, Bolivia. Es célebre por considerarse ser un edificio embrujado.  

## Historia
El castillo fue construido en 1935 por órdenes del entonces presidente de Bolivia José Luis Tejada Sorzano, quien era dueño de una extensa propiedad en Sud Yungas. El castillo fue construido por prisioneros paraguayos de la guerra del Chaco, dado que Tejada Sorzano fue presidente durante la contienda bélica entre Bolivia y Paraguay, antes de su exilio a Chile poco tiempo después de finalizada la guerra. 
Según la tradición popular, el castillo está habitado por fantasmas, especialmente el de la amante de Tejada Sorzano. Se dice que el expresidente tenía una amante de la comunidad Chaco y que le prometió volver cuando lo exiliaron a Chile, pero que nunca volvió, razón por la cual la mujer se suicidó y ahora deambula por los predios del castillo y se presenta ante personas que están solas.
El edificio estuvo abandonado por varios años, hasta que fue adquirido y remodelado durante dos años para funcionar como un hotel. Uno de los principales atractivos turísticos del lugar es, justamente, su fama de estar embrujado. También cuenta con cascadas cercanas. 